# Municipio de Totutla
El municipio de Totutla se encuentra en el estado de Veracruz, Es uno de los 212 municipios de la entidad y tiene su ubicación en la zona centro, región montañosa del Estado. Sus coordenadas son 19°13’ latitud norte, longitud oeste de 96°58’ y cuenta con una altura de 1,440 m s. n. m. Su cabecera es la localidad de Totutla.

La economía está basada en actividades primarias como el cultivo de caña, el cultivo de limón y principalmente el cultivo de café.
El municipio lo conforman 33 localidades en las cuales habitan 15.016 personas.

## Límites
El municipio de Totutla se localiza en la parte central del estado de Veracruz. La distancia que tiene a la capital del estado es de aprox. 72 kilómetros. Dicho lugar está formado por una extensión territorial de 80.61 kilómetros cuadrados. Debido a sus elevaciones, se encuentra a una altitud promedio de 1,440 metros sobre el nivel del mar.Según el mapa general de la República Mexicana el municipio de Totutla se ubica entre las coordenadas geográficas 19° 13' latitud norte y entre 96° 58' longitud oeste.
Totutla colinda al norte con el municipio de Tenampa y Tlaltetela, al sur con  Comapa, Sochiapa y Tlacotepec de Mejía, al este con Puente Nacional y al oeste con Huatusco.

## Clima
El clima de este municipio es templado-regular, con una temperatura de 18 °C, las lluvias son abundantes en el verano y a principios del otoño, con menor intensidad en invierno.

## Cultura
La cultura de Totutla es diversa, ya que se siguen las costumbres y tradiciones más comunes, como por ejemplo el Día de Muertos o la quema del Año Viejo. 
Anualmente se celebra al santo patrono Santiago Apóstol.